# Kanton Maisons-Alfort-Sud
Kanton Maisons-Alfort-Sud (fr. Canton de Maisons-Alfort-Sud) je francouzský kanton v departementu Val-de-Marne v regionu Île-de-France. Tvoří ho pouze jižní část města Maisons-Alfort.